# Baryscapus hedysari
Baryscapus hedysari is een vliesvleugelig insect uit de familie Eulophidae. De wetenschappelijke naam is voor het eerst geldig gepubliceerd in 2011 door Nieves-Aldrey & Askew.